# Peter Schacher
Peter Schacher (* 26. Dezember 1898 in Herzogenaurach; † 11. Dezember 1959 ebenda) war ein deutscher Politiker.
Schacher war gelernter Schneider. Bis 1933 gehörte er der BVP an. 1945 wurde er Vorsitzender des Ortsvereins der CSU in Herzogenaurach. Im Jahr darauf gehörte er der Verfassunggebenden Landesversammlung in Bayern an und war dort Mitglied des Verfassungsausschusses. Ab 1946 war er auch Mitglied des Herzogenauracher Stadtrats und dort Fraktionsvorsitzender der CSU.